# Rososzyca
Rososzyca – wieś w Polsce położona w województwie wielkopolskim, w powiecie ostrowskim, w gminie Sieroszewice.

## Położenie
Położona jest na skraju doliny Baryczy w pobliżu ujścia Leniwej Baryczy do Gniłej Baryczy i Gniłej Baryczy do Ołoboku (kilka kilometrów od bifurkacji na Baryczy), na wysokości ok. 125 m n.p.m. Leży przy drodze powiatowej Ostrów – Grabów nad Prosną, około 10 km na wschód od Ostrowa (możliwość dojazdu autobusem MZK Ostrów Wielkopolski (linia nr 18) oraz autobusami PKS Ostrów Wielkopolski).

## Historia
Znana od 1377 jako wieś prywatna, rycerska, którą podkomorzy Mikołaj rozgraniczył wówczas od dóbr klasztoru w Ołoboku. Od końca XVIII wieku do 1928 roku należała do rodu Skórzewskich, którzy w XIX wieku zbudowali tu swój pałac. Wcześniej gniazdo rodowe Roso(w)skich herbu Korab. Z parafii Rososzyca pochodził ksiądz Stanisław Śniatała. Miejscowość przynależała administracyjnie przed rokiem 1887 do powiatu odolanowskiego, w latach 1975–1998 do województwa kaliskiego, a w latach 1887–1975 i od 1999 do powiatu ostrowskiego.

## Zabytki
- pałac Skórzewskich z lat 70. XIX wieku, neorenesansowy (z odwołaniami do renesansu włoskiego), wielobryłowy, zdewastowany, część zaadaptowana na mieszkania komunalne; 13 czerwca 2023 wybuchł tu w wyniku podpalenia pożar, w którym spłonęło 200 m² konstrukcji dachu[4], a straty sięgnęły 1,2 mln PLN[5].
  - park krajobrazowy z połowy XIX wieku, o powierzchni 5,3 ha, ze starym drzewostanem
- kościół św. Marka z 1818 roku, klasycystyczny
  - krypta Skórzewskich
  - dzwonnica z 1885 roku, arkadowa
  - plebania
- zabudowania pofolwarczne z XIX wieku
  - spichlerz z końca XIX wieku, trzykondygnacyjny
- grodzisko średniowieczne przy pałacu, datowane na II połowę XV wieku do końca XVI wieku, otoczone szeroką na około 10 m fosą

## Przyroda
- dolina Baryczy
- Obszar Chronionego Krajobrazu Dolina Prosny i Kotlina Grabowska
- las Rososzyca
- las nad Gniłą Baryczą
- park pałacu Skórzewskich

## Części wsi
- Rososzyca
- Zimna Woda